# Ghost Tapes 10
Ghost Tapes 10 (reso graficamente come Ghost Tapes #10) è il nono album in studio del gruppo musicale irlandese God Is an Astronaut, pubblicato il 12 febbraio 2021 dalla Napalm Records.

## Descrizione
Il disco rappresenta la decima pubblicazione di materiale inedito da parte del gruppo e ha segnato il ritorno in formazione del tastierista e chitarrista Jamie Dean dopo la sua assenza nel precedente album Epitaph (in cui prese comunque parte a tre brani). Pur essendo anche questo un disco prettamente post-rock, i God Is an Astronaut hanno sperimentato sonorità più pesanti e dinamiche rispetto al passato, aggiungendo elementi che si rifanno al post-metal.
La copertina, realizzata da David Rooney, mostra tre jet in procinto di precipitare sul suolo su uno sfondo completamente bianco.

## Promozione
In concomitanza con l'annuncio di Ghost Tapes 10, il 18 novembre 2020 il quartetto ha reso disponibile il video musicale per la seconda traccia Burial, girato interamente in bianco e nero. Il 12 gennaio 2021 è stata la volta di quello per Fade, quinta traccia del disco. Un terzo video, quello per il brano d'apertura Adrift, è uscito contemporaneamente all'album. Nel periodo successivo al disco il gruppo ha pubblicato anche i video per tutti i restanti brani: In Flux (17 marzo), Barren Trees (21 maggio), Luminous Waves (18 ottobre) e Spectres (20 luglio 2022).
Nel corso del 2022 i God Is an Astronaut hanno intrapreso un'estesa tournée europea, in origine programmata nella prima metà del 2020 per celebrare i 15 anni dall'uscita del secondo album All Is Violent, All Is Bright e posticipata nell'autunno dello stesso anno a causa della pandemia di COVID-19; sempre a causa di quest'ultima il gruppo l'ha posticipata al 2021 e cambiando il nome in All Is Violent, All Is Bright/Ghost Tapes #10 Live, decidendo di eseguire i due album per intero, trasformandolo infine in un tour per i vent'anni di carriera del gruppo chiamato The Beginning of the End Tour, durante il quale sono stati proposti gran parte dei brani di Ghost Tapes 10, All Is Violent, All Is Bright e una selezione del loro restante repertorio.

## Tracce
Musiche di God Is an Astronaut.
1. Adrift – 6:57
2. Burial – 6:04
3. In Flux – 6:08
4. Spectres – 4:29
5. Fade – 5:37
6. Barren Trees – 4:11
7. Luminous Waves – 3:48

## Formazione
Gruppo
- Torsten Kinsella – chitarra
- Niels Kinsella – basso
- Lloyd Hanney – batteria, sintetizzatore
- Jamie Dean – tastiera, chitarra

Altri musicisti
- Jimmy Scanlan – chitarra aggiuntiva (traccia 6)
- Jo Quail – violoncello (traccia 7)

## Classifiche
| Classifica (2021) | Posizione massima |
| ----------------- | ----------------- |
| Germania          | 67                |